# Acidofil
Acidofil, poznat još i kao acidofilin, ili acidofilno mlijeko, jest fermentirani mliječni proizvod, sličan jogurtu, s Lactobacillus acidophilus bakterijom kao početnom kulturom. Ponekad se dodaje i kefirni kvasac.  Ima antibakterijska svojstva i koristi se u zemljama bivšeg Sovjetskog saveza za liječenje crijevnih bolesti kao što su kolitis i enterokolitis. Zaslađena inačica acidofila bila je u širokoj proizvodnji u SSSR-u, među ostalim fermentiranim mliječnim pićima, kao što su kefir i ryazhenka.

## Vanjske poveznice
- Mayo clinic - Lactobacillus acidophilus